# Xamil Sabírov
Xamil Sabírov   (Karpinsk, 4 d'abril de 1959) és un boxejador rus, ja retirat, que va competir sota bandera de la Unió Soviètica durant les dècades de 1970 i 1980.
El 1980 va prendre part en els Jocs Olímpics d'Estiu de Moscou, on guanyà la medalla de plata en la categoria del pes minimosca del programa de boxa. Va guanyar la final al cubà Hipólito Ramos. En el seu palmarès també destaquen dues medalles, una d'or i una de bronze, al Campionat d'Europa de boxa amateur, així com els campionats soviètics de 1980 i 1983.
Sabírov s'inicià en la boxa el 1973 i es va retirar el 1985 amb un rècord de 160 victòries en 180 combats. Es va graduar en educació física i és doctor en pedagogia. Després de retirar-se de les competicions va treballar principalment com a entrenador de boxa i àrbitre. El 2006 va entrar en política com a membre del partit rus Rodina.